# Diabolici
Diabolici is een Belgisch bier. Het wordt gebrouwen door brouwerij John Martin, gevestigd te Genval. Waar het bier gebrouwen wordt, wordt niet bekendgemaakt door de firma.
Diabolici  is een blonde tripel met een alcoholpercentage van 8%. Dit bier werd in mei 2011 gelanceerd.